# Dos Sonhos
Dos sonhos (em grego clássico, Περὶ ἐνυπνίων; em latim, De insomniis) é um dos tratados curtos que compõem a Parva Naturalia de Aristóteles. Nesta obra Aristóteles fala sobre a ilusão da "percepção dos sentidos", que durante o sono é devido ao funcionamento impróprio dos sentidos, libertado através da formação de sonhos, sem correção pelo julgamento. Para ele, ambos percepção e pensamentos não podem formar nenhuma parte no processo do sonho .